# Hernansancho
Hernansancho – gmina w Hiszpanii, w prowincji Ávila, w Kastylii i León, o powierzchni 19,38 km². W 2011 roku gmina liczyła 188 mieszkańców.